# Mylabris carinifrons
Mylabris carinifrons es una especie de coleóptero de la familia Meloidae.

## Distribución geográfica
Habita en Angola.